# Merced (Kalifornia)
Merced település az Amerikai Egyesült Államok Kalifornia államában, Merced megyében, melynek megyeszékhelye is. Lakosainak száma 86 333 fő (2020. április 1.).

## Népesség
A település népességének változása:

| 2010 | 78 958 |
| 2020 | 86 333 |